# Олександрія (Сумський район)
Олександрі́я — село в Україні, у Миропільській сільській громаді Сумського району Сумської області. Населення становить 9 осіб. 13 березня на Раді оборони області було прийнято рішення про евакуацію 543 людей з восьми населених пунктів Сумського району. Це Юнаківська та Миропільська громада.
Після ліквідації Краснопільського району 19 липня 2020 року село увійшло до Сумського району.

## Географія
Село Олександрія розташоване на кордоні з Росією, за 3 км від правого берега річки Псел. На відстані 1 км розташоване село Миропілля.
По селу тече струмок, що пересихає, із загатами. Неподалік від села розташований Олександрівський гідрологічний заказник.

## Населення

### Мова
Розподіл населення за рідною мовою за даними перепису 2001 року:
| Мова       | Кількість | Відсоток |
| ---------- | --------- | -------- |
| українська | 8         | 88.89%   |
| російська  | 1         | 11.11%   |
| Усього     | 9         | 100%     |

## Історія
- Село постраждало внаслідок геноциду українського народу, проведеного урядом СССР 1923-1933 та 1946-1947 роках.
- Станом на 30 травня 2025 року частина території в районі села біля кордону з РФ позначена як окупована, а частина – як «сіра зона»[4].